# 君の花になる
『君の花になる』（きみのはなになる）は、2022年10月18日から12月20日までTBS系「火曜ドラマ」枠で放送されたテレビドラマ。主演はTBSドラマ初主演となる本田翼。吉田恵里香の脚本によるオリジナルストーリー。公式な略称は『きみ花』。
ある出来事により挫折した主人公の元高校教師の女性が、ひょんなことから崖っぷちのボーイズグループの寮母となり、彼らの「トップアーティストになる夢」に一緒に向かっていく。そして気付けば、自身の挫折とも向き合い、教師だった頃の情熱を取り戻し成長していく姿が描かれる。

## あらすじ
仲町あす花は「みんなを元気にできる、花のような先生になる」という夢を持ち高校教師をしていたが、ある出来事をきっかけに退職する。その後は、姉の優里の家に転がり込み、彼女が営むフードワゴンを手伝いながら、日々をただなんとなく過ごしていた。
そんなある日、優里と恋人の三ッ谷満男が結婚することになったのを機に独立しようと決意したあす花は、「可能性あふれる若者をサポートする仕事です」と書かれた住み込み寮母の求人に応募する。しかし、そこはなんとデビューするも売れない７人組のボーイズグループ・8LOOMの寮だった。しかも、そのグループのリーダーは、かつての教え子である佐神弾であった。

## キャスト

### 主要人物
仲町あす花（なかまち あすか）
演 - 本田翼
主人公。通称は「あすぴょん」。高校教師を挫折して辞めている。ある事情から、ボーイズグループ「8LOOM」が共同生活する寮の寮母になる。
料理、掃除、洗濯に追われながらも教師時代の情熱を取り戻し、メンバーとも全力で向き合っていく。

### 8LOOM
｢花巻エンターテインメント｣が手がけるボーイズグループ。（読み：ブルーム）
佐神弾（さがみ だん）
演 - 高橋文哉
通称は「だん」。8LOOMのリーダーでセンター。あす花が夢を応援した元教え子。8LOOMの楽曲の作詞作曲を手がける。
仲間想いで、ツンデレな面もある。一匹狼に見えるが、若さと青さが残る「一匹ワンちゃん」。
成瀬大二郎（なるせ だいじろう）
演 - 宮世琉弥
通称は「なる」。8LOOMの中では最年少。メンバーの仲を取り持つしっかり者。
常に笑顔を絶やさず、歌もダンスもこなすオールラウンダー。
古町有起哉（ふるまち ゆきや）
演 - 綱啓永
通称は「ゆきや」。8LOOMの最年長。仲間思いで男気がある。年下メンバーからは「ゆき兄」とも呼ばれている。
様々な苦労を乗り越え、努力の末にデビューを掴み取っている。あす花を「あすぴょん」と呼ぶ。
一之瀬栄治（いちのせ えいじ）
演 - 八村倫太郎
通称は「えいじ」。現役大学生のしっかり者。お兄さん組。
少々ネガティブ思考ぎみなため、年下メンバーにケアされることもある。
桧山竜星（ひやま りゅうせい）
演 - 森愁斗
通称は「リュウセイ」。歌うことが大好き。甘えん坊でふざける仕草も見せる弟組。
少しミステリアスな一面もある自由人。
久留島巧（くるしま たくみ）
演 - NOA
通称は「たくみ」。パフォーマンスの実力は抜群。一見クールで完璧そうな雰囲気。
だが、実はド天然で生活力は低め。甘い物が大好き。メンバーからは人たらしと言われる。
小野寺宝（おのでら たから）
演 - 山下幸輝
通称は「タカラ」。陽気な弟キャラ。
一方で世話好きであり、年上メンバーのケアをするなど大人びた面もある。

### あす花の関係者
仲町優里（なかまち ゆうり）
演  - 木南晴夏
あす花の姉。熱狂的な「なる」推し。
三ツ谷満男（みつたに みつお）
演 - 菊田竜大（ハナコ）
優里の婚約者。熱狂的な「巧」推し。
池谷幸次郎（いけたに こうじろう）
演 - 前田公輝
あす花と元同僚の高校教師。教師を辞めたあす花のことを気にかけていた。
あす花と再会したことをきっかけに高校教師を退職し、フリースクール「つむぎ学園」に転職する。

### 花巻エンターテインメント
花巻由紀（はなまき ゆき）
演 - 夏木マリ
社長。
添木ケンジ（そえぎ ケンジ）
演 - 宮野真守
8LOOMのマネージャー。
香坂すみれ（こうさか すみれ）
演 - 内田有紀
CHAYNEYのマネージャー。「鉄眼鏡」の異名を持つ。
音楽部門のチーフマネージャーに昇格し、8LOOMも担当するようになる。

### CHAYNEY
8LOOMと同期の5人組ライバルメンズグループ。（読み：チェイニー）
ミナト
演 - 木村柾哉（INI）
ユズ
演 - 高塚大夢（INI）
イブキ
演 - 田島将吾（INI）
シュウヘイ
演 - 藤牧京介（INI）
ナユタ
演 - 松田迅（INI）

### 8LOOMの関係者
池岡奈緒（いけおか なお）
演 - 志田彩良
8LOOMのたまり場となっている銭湯の娘。弾のことが気になっている。
リリカ
演 - 川津明日香
お天気キャスター。「花巻エンターテインメント」の所属タレント。
同じ事務所のボーイズグループ8LOOMのファン、8LOOMYでもある。

### その他
トリニティ春日
演 - 竹中直人
「花巻エンターテインメント」の謎の関係者。

### ゲスト

#### 第1話
東良介
演 - 池田匡志（第6話・第7話）
鶴ケ崎高校でのあす花の教え子。佐神弾の同級生。8LOOMがまだ無名だった頃に脱退した元メンバー。

#### 第2話
中葉台商店街の人たち
演 - 今藤洋子（役名：八百屋・ヨウコ）（第5話・第9話）、山田敦彦（商店街長）（第5話・第9話）、いいぐちみほ（第5話・第9話）、浜田道彦、山﨑崇史
中葉台商店街の店主たち。8LOOMを応援する。

#### 第3話
ミナ
演 - 青羽里奈
三ツ谷満男の浮気相手。
トシ
演 - 梶裕貴（第4話）
掃除・片付けが趣味の公務員。添木ケンジの恋人。
スタッフ
演 - 川並淳一
リリカがレギュラー出演する情報番組『THE TIME,』のスタッフ。

#### 第5話
8LOOMY
演 - HIKAKIN（本人役）
8LOOMの公開ライブの観客。
佐藤栞里
演 - 佐藤栞里（本人役）
8LOOMの公開ライブを中継した番組『王様のブランチ』の司会。

#### 第6話
豊高創
演 - 塚本高史（第1話・第7話）
あす花と元同僚の高校教師。弾が高校時代に花巻エンターテインメントに入るのを最後まで反対していた。
ミキ
演 - ミキ（本人役）
巧が食レポで出演した『よるのブランチ』内の「MY BEST飯」のコーナーMC。
インタビュアー
演 - 野村彩也子（TBSアナウンサー）
3年越しに大ブレイクした8LOOMにインタビューする。
女子高生
演 - 新関碧、中島舞香
街中で弾を見かけて騒ぐ。

#### 第7話
新田
演 - 片岡凜
あす花が教師を辞めた出来事に関わった、鶴ケ崎高校の女子生徒。
新田の母
演 - 山口知紗
あす花が娘に留学を唆したと学校に怒鳴り込んでくる。

#### 第8話
映像スタッフ
演 - 辻本耕志（役名：美浦）、山内昭宏
8LOOMの「Forever or Never」 PV撮影プロジェクト。
ファン
演 - 森谷菜緒子、神倉千晶、久保由乃
「Medi Topi」の「8LOOMの佐神弾 寮で育んだ美しすぎる寮母との愛!」というネットニュースを見て騒ぐ。
えとちゃん
演 - 江藤愛（TBSアナウンサー）（本人役）
「CDTVライブ！ライブ！」のMC。本名：江藤愛（えとう あい）。

#### 第9話
MC
演 - 上村彩子（TBSアナウンサー）
8LOOMが出演したモーニングショー「サッパリモーニング」のMC。

#### 最終話
柴咲
演 - 渡邉蒼
「つむぎ学園」で生活する少年。承認欲求をこじらせている。
記者
演 - 小多田直樹
ネットメディア「Medi Topi」の記者。奈緒から8LOOMのPV撮影予定を訊き出す。
アナウンサー
演 - 南波雅俊（TBSアナウンサー）
番組「The Music Fes」で3年ぶりに活動を再開した8LOOMを紹介する。

## スタッフ
- 脚本 - 吉田恵里香
- 演出 - 坪井敏雄、加藤尚樹、宮崎陽平
- 音楽 - 河野伸
- メインテーマソング - 8LOOM「君の花になる」[40]
- 劇中歌 - 8LOOM
- 8LOOM振付担当 - ReiNa[41]
- プロデューサー - 黎景怡、宮﨑真佐子
- 製作著作 - TBS

## 放送日程
| 話数                                                                        | 放送日   | サブタイトル                            | 演出     | 視聴率 |
| --------------------------------------------------------------------------- | -------- | --------------------------------------- | -------- | ------ |
| 第1話                                                                       | 10月18日 | あんたの夢も俺が叶えてやるよ!           | 坪井敏雄 | 6.5%   |
| 第2話                                                                       | 10月25日 | 俺たちは一人じゃない。                  | 坪井敏雄 | 6.0%   |
| 第3話                                                                       | 11月01日 | 寮母は不要!敏腕マネージャー襲来!?       | 加藤尚樹 | 5.2%   |
| 第4話                                                                       | 11月08日 | 運命の新曲発表!?仲直りのハグ…           | 坪井敏雄 | 5.1%   |
| 第5話                                                                       | 11月15日 | グループ存続の危機!?全ては仲間のために  | 宮崎陽平 | 5.3%   |
| 第6話                                                                       | 11月22日 | 脱退メンバーとの再会…涙の母校ライブ     | 加藤尚樹 | 4.6%   |
| 第7話                                                                       | 11月29日 | 涙の告白…あふれ出した本当の気持ち       | 加藤尚樹 | 4.6%   |
| 第8話                                                                       | 12月06日 | 絆が崩壊…!? 好きになっちゃいけないの?   | 坪井敏雄 | 5.0%   |
| 第9話                                                                       | 12月13日 | 大好きだから幸せになってほしい…涙の決断 | 宮崎陽平 | 4.9%   |
| 最終話                                                                      | 12月20日 | 世界でひとつの君の花になる              | 坪井敏雄 | 5.4%   |
| 平均視聴率 5.3%（視聴率はビデオリサーチ調べ、関東地区・世帯・リアルタイム） |          |                                         |          |        |

- 初回は15分拡大（22:00 - 23:12）。

## 「8LOOM」の活動
劇中に登場する7人組ボーイズグループ「8LOOM」のキャスト7人は、期間限定のボーイズグループとして実際にデビューし、ドラマ楽曲の発表や、物語と連動したライブ、イベントなど多岐にわたる活動を行っていく。
8LOOMのファンのことを8LOOMY（読み：ブルーミー）と呼称し、8LOOM公式キャラクターである8LOOMY RICHARD II（読み：ブルーミーリチャード2世）は8LOOMYの化身とされている。

### メンバー
※役割を除き、番組公式サイトの相関図より人物詳細をもとに記述。
| 役名       | メンバーカラー   | メン花       | 花言葉                           | 役割                                |
| ---------- | ---------------- | ------------ | -------------------------------- | ----------------------------------- |
| 佐神弾     | 真紅（深紅）     | ガーベラ     | 常に前進、限りなく挑戦           | リーダー（2話まで）、センター、作曲 |
| 成瀬大二郎 | ベビーピンク     | チューリップ | 誠実な愛、思いやり               | 振付                                |
| 古町有起哉 | ターコイズブルー | ブルースター | 幸福な愛、信じ合う心             | 気合い                              |
| 一之瀬栄治 | 白               | マーガレット | 真実の愛、信頼、真実の友情       | ライブMC、スタッフとの交渉          |
| 桧山竜星   | オレンジ         | ポピー       | 陽気で優しい、思いやり、いたわり | メンタルケア                        |
| 久留島巧   | 紫               | ライラック   | 思い出、友情、初恋               | トレーニングプラン作成              |
| 小野寺宝   | ひまわりイエロー | ひまわり     | あなたを幸せにする、憧れ、情熱   | リーダー                            |

### 元メンバー
| 役名   | メンバーカラー | メン花     | 花言葉                       | 役割 |
| ------ | -------------- | ---------- | ---------------------------- | ---- |
| 東良介 | ミントグリーン | クローバー | 私のものになって、約束、幸運 | 不明 |

### 楽曲

#### Come Again
1stシングル。
2022年9月21日にVirgin Music Label & Artist Servicesから配信限定シングルとしてリリースされた。日本レコード協会による2024年6月度ゴールド認定作品（ゴールド基準のストリーミングサービス最低累計再生回数：50,000,000）。

#### 君の花になる
2ndシングル。
2022年10月19日にVirgin Music Label & Artist Servicesから配信限定シングルとしてリリースされた 。日本レコード協会による2024年9月度ゴールド認定作品（ゴールド基準のストリーミングサービス最低累計再生回数：50,000,000）。

#### Melody
3rdシングル。
2022年11月9日にVirgin Music Label & Artist Servicesから配信限定シングルとしてリリースされた。日本レコード協会による2023年3月度ゴールド認定作品（ゴールド基準のストリーミングサービス最低累計再生回数：50,000,000）。

#### HIKARI
4thシングル。
2022年11月23日にVirgin Music Label & Artist Servicesから配信限定シングルとしてリリースされた。

#### Forever or Never
5thシングル。
2022年12月7日にVirgin Music Label & Artist Servicesから配信限定シングルとしてリリースされる。

#### 8LOOM
劇中歌全5曲とそのインストが収録されたアルバム。
2022年12月21日にVirgin Music Label & Artist Servicesから配信限定アルバムとしてリリースされる。

### 配信番組
- 君の花になるまでの365日（2022年5月7日 - 10月15日、TBS公式YouTubeチャンネル「YouTuboo」・Paravi（未公開シーン追加））[91]
- 8LOOM ROOM〜君花アフターパーティー!（2022年10月18日 - 12月20日、Paravi）[92][93]
- CDTVライブ！ライブ！年越しスペシャル2022→2023 バックステージ生配信（2022年12月31日 - 2023年1月1日、Paravi）[94][95]

### テレビ出演
- よるのブランチ
  - バラエティー番組初出演・胸キュン演技対決（2022年8月10日） - 8LOOM
  - 初だし情報・新曲「Melody」テレビ初披露（2022年11月16日） - 8LOOM [注 3]
  - おすすめデートグルメ特集「MY BEST デート飯」（2022年11月30日） - 山下
  - 2023年運勢ランキング★INI×8LOOM一夜限りの夢コラボダンス[注 4]（2023年1月11日） - NOA、山下[96][97]
- 王様のブランチ
  - 直撃インタビュー（2022年9月17日） - 8LOOM
  - スタジオ生出演（2022年10月15日） - 8LOOM
  - 買い物の達人（2022年10月22日） - 高橋、宮世
  - 直撃インタビュー（2022年11月05日） - 8LOOM[98]
  - ブランチパークから生中継（2022年11月12日） - 8LOOM
  - 語りたいほどマンガ好き（2022年12月10日） - 宮世
- オールスター感謝祭22秋（2022年10月1日） - 高橋、宮世[99]
- CDTVライブ! ライブ!
  - 秋の4時間スペシャル（2022年10月10日） - 8LOOM[100][101] [注 5]
  - クリスマス4時間スペシャル（2022年12月19日）- 8LOOM[102][103] [注 6]
  - 年越しスペシャル！2022→2023（2022年12月31日 ‐ 2023年1月1日）- 8LOOM[94][104][注 7]
- ワールド極限ミステリー（2022年10月12日） - 綱、八村、森
- アッコにおまかせ!
  - 初登場（2022年10月16日） - 八村
  - 2023年注目の福袋を調査（2022年12月11日） - 宮世、八村
- 「君の花になる」電波ジャック（2022年10月18日）[105]
  - THE TIME, - 高橋
  - ラヴィット! - 高橋、宮世
  - ひるおび - 高橋、綱
  - ゴゴスマ - 高橋、森
  - Nスタ - 高橋
- ラヴィット! （2022年12月6日）- 高橋
- ニンゲン観察バラエティ モニタリング（2022年12月8日、22日）- 高橋
- ジョブチューン アノ職業のヒミツぶっちゃけます!（2022年12月10日）- 宮世
- サンドウィッチマンのどうぶつ園飼育員さんプレゼン合戦 ZOO-1グランプリ（2022年12月13日）- 宮世

### ラジオ出演
- From INI（2022年10月14日、JFN系全国37局・AuDee） - 高橋、八村[106][107]
- 宮世琉弥のオールナイトニッポンX（2022年11月24日、ニッポン放送） - 宮世、綱、八村、森、NOA、山下[108][注 8]
- Winning Parade（2022年11月25日、 FM yokohama） -八村、森、綱[注 9]
- エンタメ満載！ここだけの話（2022年12月10日、TBSラジオ） - 綱、NOA、山下[111]

### 出演イベント
- Rakuten Girls Award 2022 AUTUMN/WINTER（2022年10月8日、幕張メッセ）[112][113] [注 10]
- KCON 2022 JAPAN（2022年10月15日、有明アリーナ）[114] [注 11]
- TikTok Awards Japan 2022（2022年12月6日）[115][116][117] [注 12]
- 2022 Mnet Japan Fan’s Choice Awards（2022年12月19日、品川ステラボール）[118] [注 13]

### イベント
- 君の花になる“Thank You 8LOOMY”FAN MEETING（2022年12月21日 - 27日、IHIステージアラウンド東京）[119]

### 写真集
- 8LOOM PHOTO BOOK（2022年10月29日、PARCO出版）ISBN 978-4-86506-403-2[120]

### 受賞歴
- 第114回ザテレビジョンドラマアカデミー賞 特別賞[121]

## その他
- 本放送を前に、動画配信サービス・Netflixで国内配信、世界配信することが決定した[124]。TBSドラマがNetflixで配信されるのは、2021年10月期に配信された『日本沈没-希望のひと-』に続き今回が2作目となる[124]。